# Santa Vittoria in Matenano
Pour les articles homonymes, voir Santa Vittoria.
Santa Vittoria in Matenano est une commune italienne d'environ 1 500 habitants située dans la province de Fermo, dans la région Marches, en Italie centrale.

## Histoire
La commune est fondée en 890 par les moines de l'abbaye de Farfa.

## Administration
| Période                                  | Période | Identité | Étiquette | Qualité |
| ---------------------------------------- | ------- | -------- | --------- | ------- |
|                                          |         |          |           |         |
| Les données manquantes sont à compléter. |         |          |           |         |

### Communes limitrophes
Force, Monte San Martino, Montefalcone Appennino, Monteleone di Fermo, Montelparo, Servigliano.

### Jumelages
- Fara in Sabina (Italie).